# Allgemeiner Vertrag für die Verwendung von Güterwagen
Der Allgemeine Vertrag für die Verwendung von Güterwagen (AVV) (englisch General Contract of Use for Wagons (GCU)) ist ein Vertragswerk des UIC und regelt den Einsatz der Güterwagen auf dem Netz der Mitgliedsbahnen. Er ist am 1. Juli 2006 in Kraft getreten und ist der Nachfolger des RIV-Reglements.
Der AVV ist ein multilateraler Vertrag, dem inzwischen weit über 600 Parteien, teils Wagenhalter, teils Eisenbahnverkehrsunternehmen (EVU), angehören. Der AVV ist Standard in der – auch internationalen – Zusammenarbeit von Wagenhaltern und Bahnen.
Es ist ebenfalls üblich, per Individualvereinbarung die Regelungen des AVV auch dann zu vereinbaren, selbst wenn der einzelne Wagenhalter oder das EVU nicht Mitglied des AVV sein sollten.
Als einziger Teil des RIV ist noch die Anlage II (Beladevorschriften) in Kraft geblieben. Alles andere wurde in den AVV integriert oder aufgehoben.

## Vorgeschichte
Die Ablösung des RIV war durch die Liberalisierung des europäischen Bahnverkehrs notwendig. Da die nationalen Bahnverwaltungen nicht mehr verpflichtet werden konnten, einen Güterwagen zu befördern, war eine Änderung der bisherigen Praxis unumgänglich. Bis dahin wurden bei einem internationalen Transport die Transportkosten nach einem Schlüssel abgerechnet, auf den die Bahnverwaltungen keinen direkten Einfluss nehmen konnten. Durch die gewollte Deregulierung war dieser Schlüssel des RIV nicht mehr zeitgemäß, da aber trotzdem noch ein technisches Regelwerk benötigt wird, war eine Überarbeitung des RIV notwendig. Im Gegensatz zum RIV ist der Gebrauch des AVV freiwillig. Sollte ein Eisenbahnverkehrsunternehmen (EVU) jedoch darauf verzichten, ist für jeden Wagen oder Zug eine Einzelabmachung mit den beteiligten Bahnverwaltungen notwendig.

## Wichtigste Änderungen
Die Änderungen betreffen vor allem das Austauschverfahren sowie die Abrechnung. So wird nicht mehr zwischen bahneigenen und privaten Güterwagen unterschieden. Vereinfacht kann man sagen, dass nun alle Wagen so behandelt werden, wie die Privatgüterwagen während der Gültigkeit des RIV-Reglements.

## Inhalt
Die Vorschrift ist in acht Kapitel und zwölf Anlagen unterteilt. Während in den Kapiteln die juristischen Dinge geregelt sind, wird in der Praxis vor allem mit den Anlagen gearbeitet, da in ihnen alle wichtigen Details festgehalten sind. Hier sind vor allem die als eigene Druckwerke herausgegebenen Anlagen 9 und 11 relevant.

### Kapitel

#### Kapitel I
Gegenstand, Anwendungsbereich, Kündigung, Weiterentwicklung des Vertrags, Ausscheiden als Vertragspartei

#### Kapitel II
Pflichten und Rechte des Halters

#### Kapitel III
Pflichten und Rechte des EVU

#### Kapitel IV
Feststellung und Behandlung der Schäden am Wagen im Gewahrsam eines EVU

#### Kapitel V
Haftung bei Verlust oder Beschädigung eines Wagens

#### Kapitel VI
Haftung für Schäden, die durch einen Wagen verursacht werden

#### Kapitel VII
Haftung für Bedienstete und andere Personen

#### Kapitel VIII
Sonstige Bestimmungen: Artikel 29 verpflichtet die EVU, dass der Verlader die UIC-Verladerichtlinien einhält. Dies ist die noch gültige Anlage II des RIV.

### Anlagen

#### Anlage 1
Verzeichnis der teilnehmenden Halter und EVU

#### Anlage 2
Begriffsbestimmungen

#### Anlage 3
Wagenbrief: Umgangssprachlich auch Frachtbrief genannt

#### Anlage 4
Schadensprotokoll für Güterwagen

#### Anlage 5
Berechnung des Zeitwertes eines Wagens: Wird gebraucht, um bei Verlust oder Totalschaden die Entschädigung zu berechnen.

#### Anlage 6
Entschädigung bei Nutzungsausfall

#### Anlage 7
Ersatzteile

#### Anlage 8
Geschäftsordnung zur Anwendung und Weiterentwicklung des AVV

#### Anlage 9
Bedingungen für die technischen Übergangsuntersuchungen (eigenes Druckwerk): Entspricht weitgehend der Anlage XII des RIV, nur kleine Änderungen wurden vorgenommen. Hier sind die Grenzmaße festgehalten, die im Betrieb eingehalten werden müssen.

#### Anlage 10
Korrektive und präventive Instandhaltung: Hier findet man die Maße, die bei Auslieferung und nach einer Revision eingehalten werden müssen. Ebenso sind hier die Revisionsfristen geregelt.

#### Anlage 11
Anschriften und Kennzeichnung an Güterwagen (Eigenes Druckwerk): Zusammenlegung mehrerer Anlagen des RIV

#### Anlage 12
Schadenskatalog für Güterwagen

#### Anlage 13
Liste für die Behebung von Schäden durch EVU am Ort der Aussetzung des Wagens oder in unmittelbarer Nähe

#### Anlage 14
Zusätzliche Bedingungen für die Verwendung von Wagen im Fährverkehr und im Austausch mit Breit- und Normalspurbahnen

#### Anlage 15
Laufleistungsmeldung

#### Anlage 16
Technische Wagendaten